# Robidnica
Robidnica este o localitate din comuna Gorenja vas - Poljane, Slovenia, cu o populație de 26 de locuitori.